# Ornithoglossum vulgare
Ornithoglossum vulgare är en tidlöseväxtart som beskrevs av Rune Bertil Nordenstam. Ornithoglossum vulgare ingår i släktet Ornithoglossum och familjen tidlöseväxter. Inga underarter finns listade i Catalogue of Life.